# Kim Hyong-jo
Kim Hyong-jo (* 1. Mai 1978) ist ein ehemaliger nordkoreanischer Eishockeytorwart.

## Karriere
Kim Hyong-jo nahm lediglich an der Weltmeisterschaft 2010 für die nordkoreanische Auswahl teil, der bei dieser WM der Aufstieg aus der Division III in die Division II gelang. Er wurde dabei beim 22:1-Erfolg über die Mongolei eingesetzt.
Auf Vereinsebene spielte Kim zu dieser Zeit für Susan in der nordkoreanischen Eishockeyliga.

## Erfolge und Auszeichnungen
- 2010 Aufstieg in die Division II bei der Weltmeisterschaft der Division III, Gruppe B